# Село имени Мичурина (Дагестан)
Имени Мичурина (Мичурино, Оборона, Оборона страны) — село в Дербентском районе Республики Дагестан. Административный центр сельского поселения «Первомайский сельсовет».

## География
Расположено в 8 км к северу от города Дербент и в 9 км к северо-востоку от города Дагестанские Огни, в устье реки Дарвагчай, на побережье Каспийского моря.

## История
Образовано из центральной усадьбы совхоза «Оборона страны».

## Население
| 1939 | 1970 | 1989 | 2002 | 2010 | 2021  |
| ---- | ---- | ---- | ---- | ---- | ----- |
| 141  | ↗529 | ↗562 | ↗867 | ↗876 | ↗1013 |

Национальный состав
По результатам Всероссийской переписи населения 2021 года:
| Народ         | Численность, чел. | Доля от всего населения, % |
| ------------- | ----------------- | -------------------------- |
| азербайджанцы | 841               | 83,02 %                    |
| даргинцы      | 70                | 6,91 %                     |
| табасараны    | 65                | 6,42 %                     |
| агулы         | 23                | 2,27 %                     |
| другие        | 14                | 1,38 %                     |
| всего         | 1013              | 100 %                      |

## Улицы[8]
| - Заречная - Мира | - Набережная - Центральная |

Черемушки